# Расулов, Кабул Абдурахманович
Кабу́л Абдурахма́нович Расулжа́нов (15 мая 1936 — 10 ноября 2020, Москва, РФ) — советский и российский кинооператор.

## Биография
Родился 15 мая 1936 года. В 1956-61 годах учился во ВГИКе, а в 1961-65 годах работал вторым оператором на киностудии «Узбекфильм».
В 1965-74 годах работал оператором комбинированных съёмок на киностудии «Киргизфильм».
С 1974 года работал на киностудии «Союзмультфильм», затем — на ФГУП «Киностудия „Союзмультфильм“».
Снимал рисованные мультфильмы и работал с режиссёрами Владимиром Поповым, Владимиром Пекарем, Андреем Хржановским, Инессой Ковалевской, Леонидом Носыревым и многими другими.
Скончался 10 ноября 2020 года в Москве от Коронавируса. Похоронен на Новодевичьем кладбище.

## Фильмография

### Оператор
- 1975 — Верните Рекса
- 1975 — День чудесный
- 1975 — Достать до неба
- 1975 — Комаров
- 1975 — Мимолётности
- 1975 — Необычный друг
- 1975 — Радуга
- 1976 — Дом, который построил Джек
- 1976 — Земля моя
- 1976 — Зеркало времени
- 1976 — Легенда о старом маяке
- 1976 — О том, как гном покинул дом
- 1976 — Почтовая рыбка
- 1976 — Просто так
- 1976 — Сделано в "Фитиле". Выпуск №4 (мультвставки)
- 1976 — Чуридило
- 1977 — Бобик в гостях у Барбоса
- 1977 — Василиса Прекрасная
- 1977 — Наш добрый мастер
- 1977 — Не любо — не слушай
- 1977 — Кто я такой?
- 1977 — Старт
- 1977 — Вперёд, время!
- 1978 — Чудеса в решете
- 1978 — Алим и его ослик
- 1978 — Алые паруса (экспериментальный ролик)
- 1978 — Дождь
- 1978 — Контакт
- 1978 — Легенды перуанских индейцев
- 1978 — На задней парте (Выпуск 1)
- 1978 — Трое из Простоквашино
- 1978 — Обыкновенное чудо («Фитиль» № 196)
- 1978 — Шапка-невидимка («Фитиль» № 201)
- 1979 — Большая эстафета
- 1979 — Летучий корабль
- 1979 — Недодел и передел
- 1979 — Переменка № 2
- 1979 — Мужчины и женщины («Фитиль» № 205)
- 1979 — Волшебный ящик («Фитиль» № 211)
- 1979 — Тир
- 1980 — Баба-яга против!
- 1980 — Каникулы в Простоквашино
- 1980 — Возвращение
- 1980 — Му-му («Фитиль» № 213)
- 1980 — Сапоги-скороходы («Фитиль» № 214)
- 1980 — Шайбу, шайбу! («Фитиль» № 216)
- 1980 — Громовержцы («Фитиль» № 218)
- 1981 — Говорящие руки Траванкора
- 1981 — Дорожная сказка
- 1981 — Телетренаж («Фитиль» № 226)
- 1981 — Приключения Васи Куролесова
- 1981 — Наша реклама («Фитиль» № 234)
- 1982 — Бедокуры
- 1982 — У попа была собака
- 1982 — Живая игрушка
- 1982 — Закон племени
- 1982 — Олимпионики
- 1982 — Пуговица
- 1982 — Последняя охота
- 1983 — Лев и бык
- 1983 — От двух до пяти
- 1983 — Технокрады («Фитиль» № 250)
- 1983 — Путь в вечность
- 1983 — Юбилей
- 1984 — Зима в Простоквашино
- 1984 — Картинки с выставки
- 1984 — Переменка № 3
- 1984 — Птицелов
- 1984 — То ли птица, то ли зверь
- 1985 — Два билета в Индию
- 1985 — Загадка сфинкса
- 1985 — Контракт
- 1985 — Королевский бутерброд
- 1985 — Мы с Шерлоком Холмсом
- 1985 — Сказ о Евпатии Коловрате
- 1985 — Старая лестница
- 1985 — Весёлая карусель № 16. Игра
- 1985 — Чертёнок с пушистым хвостом
- 1985 — Звонарь («Фитиль» № 273)
- 1985 — Осторожно! Пришельцы… («Фитиль» № 276)
- 1986 — Академик Иванов
- 1986 — Ара, бара, пух!
- 1986 — Воспоминание
- 1986 — Переменка № 5
- 1986 — Сказка о глупом муже
- 1986 — Сын камня и великан
- 1986 — Трое на острове
- 1986 — Чудеса техники
- 1986 — Шефская помощь («Фитиль» № 290)
- 1986 — Колыбельная
- 1986 — Весёлая карусель № 18
- 1987 — Богатырская каша
- 1987 — Как ослик грустью заболел
- 1987 — Мышь и верблюд
- 1987 — Школа изящных искусств. Пейзаж с можжевельником
- 1987 — Смех и горе у Бела моря
- 1987 — Поползновение
- 1987 — Прямое попадание
- 1987 — С 9.00 до 18.00
- 1988 — Дождливая история
- 1988 — Келе
- 1988 — Кот, который умел петь
- 1988 — Случай с бегемотом
- 1988 — Перевал
- 1988 — Телеманы
- 1988 — Мария, Мирабела в Транзистории
- 1989 — Ай-ай-ай
- 1989 — Счастливый старт
- 1990 — Надводная часть айсберга
- 1990 — Школа изящных искусств. Возвращение
- 1990 — Комино
- 1990 — Крылатый, мохнатый да масленый
- 1990 — Приключения кузнечика Кузи (история первая)
- 1990 — Вахтёр
- 1990 — Король-паршивец
- 1991 — Подводные береты
- 1991 — Чемодан
- 1991 — Мисс Новый Год
- 1991 — Вампиры Геоны
- 1992 — Глаша и кикимора
- 1992 — Сон в летнюю ночь
- 1993 — Пряник
- 1993 — Человек в воздухе
- 1993 — Рождественская фантазия
- 1994 — Страницы Российской истории. Земля предков
- 1995 — Весёлая карусель № 28. Девица Бигелоу, или жевательная история
- 1996 — Королевская игра
- 1996 — Медведь
- 1997 — Лягушка
- 1997 — Загадки Сфинкса
- 1997 — Отбор
- 2000 — Весёлая карусель № 32. Чего на свете нету
- 2000 — Лукоморье. Няня
- 2000 — Коза (Выпуск № 1)
- 2001 — Дора-дора-помидора
- 2001 — Весёлая карусель № 33. Леталка
- 2002 — Однажды
- 2002 — Утро попугая Кеши
- 2002 — Дочь великана
- 2002 — Мои бабушки и я
- 2003 — Хорошо забытое старое
- 2003 — Рыцарский роман
- 2003 — Полынная сказка в три блина длиной
- 2005 — Новые приключения попугая Кеши
- 2006 — Сколько полагается
- 2006 — Попугай Кеша и чудовище

### Работал над фильмом
- 1988 — «Смех и горе у Бела моря»
- 1997 — «Долгое путешествие»